# Longquan
Longquan (龙泉 ; pinyin : Lóngquán) est une ville de la province du Zhejiang en Chine. C'est une ville-district placée sous la juridiction administrative de la ville-préfecture de Lishui.

## Démographie
La population du district était de 271 375 habitants en 1999.

### Articles annexes
- Céladon de Longquan